# Petalostylis
Petalostylis is een geslacht van planten uit de vlinderbloemenfamilie (Fabaceae). Het geslacht telt een soort die voorkomt in Australië.

## Soorten
- Petalostylis labicheoides R.Br.